# سازمان تأمین اجتماعی

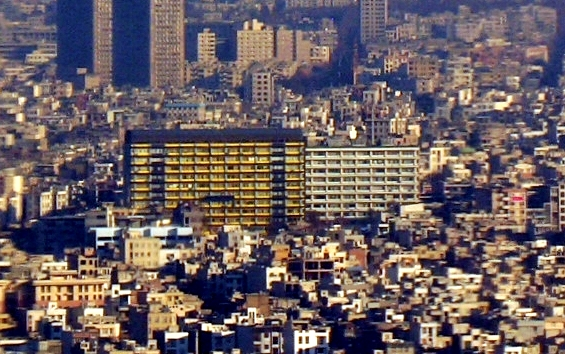
ساختمان مرکزی سازمان تأمین اجتماعی در خیابان آزادی تهران

سازمان تأمین اجتماعی ایران سازمان بیمه‌گر اجتماعی عمومی غیردولتی است. این سازمان، وظیفهٔ پوشش اجباری بیمهٔ کارگران، حقوق‌بگیران و پوشش اختیاری صاحبان حِرَف و مشاغل دولتی و آزاد را بر عهده دارد. این سازمان اولین، قدیمی‌ترین و بزرگ‌ترین سازمان تأمین اجتماعی و درمانی در ایران است که متعلق به بیمه‌شدگان است.

## تاریخچه
تاریخچهٔ تأمین اجتماعی در ایران به تصویب اولین قانون استخدامی کشوری در سال ۱۳۰۱ در زمان  رضا شاه پهلوی بازمی‌گردد که طی آن، نظامی برای بازنشستگی به وجود آمد. در این قانون، سه اصل تأمین اجتماعی که عبارت بودند از فراهم کردن «حقوق و تأمین خاص» برای کسانی که پس از خدمت، توانایی فعالیت خود را از دست می‌دهند، «مقرری خاص» برای کسانی که به علت حادثه‌ای، علیل و از کار افتاده شوند و «حمایت کارفرمایان» از خانواده هر مستخدم که فوت شود، به چشم می‌خورد. در اولین اقدام، طرح تشکیل «صندوق احتیاط کارگران راه‌آهن» در سال ۱۳۰۹ به تصویب دولت رسید. در این مصوبه، دولت تسهیلات خاصی را برای کارگران ضایعه دیده یا فوت شده در حین احداث راه‌آهن پیش‌بینی کرد. در سال ۱۳۱۵ «نظام‌نامه کارخانجات و موسسات صنعتی» برای کارگران بخش صنعت به تصویب هیئت دولت رسید.
در سال ۱۳۲۵، قانون کار از تصویب هیئت دولت گذشت. طبق این قانون، کارفرمایان، علاوه بر اینکه مکلف به رعایت قانون بیمه کارگران بودند، باید دو صندوق شامل صندوق بهداشت (برای کمک به کارگر در مورد بیماری‌هایی که ناشی از کار نباشد) و صندوق تعاون (برای کمک در امور ازدواج، عائله‌مندی، بیکاری، از کار افتادگی، بازنشستگی، حاملگی و غیره) را در هر کارگاه تشکیل می‌دادند. در سال ۱۳۲۸، وزارت کار رسماً تأسیس گردید و طبق ماده ۱۶ قانون کار مصوب ۱۷ خرداد ۱۳۲۸، مقرر شد صندوقی به نام «صندوق تعاون و بیمه کارگران» برای معالجه و پرداخت غرامت کارگران تشکیل شود. در ادامه در اواخر سال ۱۳۳۱ و در دوره نخست‌وزیری مصدق، «لایحه قانونی بیمه‌های اجتماعی کارگران» برای اولین بار به تصویب رسید و طبق آن سازمان مستقلی به نام «سازمان بیمه‌های اجتماعی کارگران» تأسیس شد. این سازمان مکلف و متعهد شد کمک‌ها و مزایای مقرر در لایحه را در مورد کارگران و کارمندانی که بیمه می‌شدند، اعمال کند. درپی مجموعه تحولات یادشده، به موجب تصویب‌نامه‌ای که در فروردین ۱۳۴۲ به تصویب هیئت وزیران رسید، سازمان بیمه‌های اجتماعی کارگران به «سازمان بیمه‌های اجتماعی» تغییر نام یافت تا زیر نظر وزارت کار و امور اجتماعی به فعالیت خود ادامه دهد. «بیمه‌های اجتماعی روستاییان» در سال ۱۳۴۷ به تصویب رسید که در سال ۱۳۵۴ در سازمان تأمین اجتماعی ادغام شد. در سال ۱۳۵۱ با تصویب قانون تأمین خدمات درمانی مستخدمان دولت، «سازمان تأمین خدمات درمانی» تشکیل شد. تشکیل وزارت رفاه اجتماعی، تحول دیگری بود که در سال ۱۳۵۳ روی داد. این وزارتخانه، تقریباً تمامی امور مربوط به بیمه درمان و رفاه قشرها مختلف جامعه را تحت پوشش خود قرار داد. در این میان، تصویب «قانون تأمین اجتماعی» در تیرماه ۱۳۵۴ و تشکیل «سازمان تأمین اجتماعی» را می‌توان آغازگر تحولی نو در نظام تأمین اجتماعی کشور دانست. در سال ۱۳۵۵ با تصویب قانونی که منجر به انحلال وزارت رفاه و تشکیل وزارت بهداری و بهزیستی شد، سازمان تأمین اجتماعی به «صندوق تأمین اجتماعی» تغییر نام داد و تعهدات و امکانات درمانی آن به وزارت بهداری و بهزیستی محول شد. اما این تغییر، چندان دوام نیاورد و با تصویب لایحه‌ای در شورای انقلاب در سال ۱۳۵۸، سازمان تأمین اجتماعی دوباره احیا شد.

## تشکیلات
- ستاد مرکزی سازمان

به منظور یک تشکیلات هدایت کننده زیر مجموعه‌ها و شرکت‌های تحت پوشش خود با برنامه‌ریزی کلان، ایجاد هماهنگی، کنترل عملیات و در نهایت اعمال مدیریت بر مبنای هدف، جهت رسیدن به اهداف سازمان فعالیت می‌نماید. ستاد مرکزی سازمان دارای معاونت‌هایی تخصصی است که شامل موارد زیر می‌شود:
- معاونت اقتصادی و برنامه‌ریزی

معاونت امور اقتصادی و برنامه‌ریزی در جهت پاسخگویی به نیازهای حیاتی سازمان در امور برنامه‌ریزی و بودجه‌ریزی، برای بخش‌های امور بیمه‌ای، درمان و شرکت‌ها، تلفیق برنامه‌ها و بودجه‌ها با یکدیگر، رسیدگی کارآمد به وضعیت شرکت‌های تحت پوشش سازمان، نظارت و ارزشیابی امور سرمایه‌گذاری‌های مستقیم و غیرمستقیم، طراحی و تدوین راهبردها و استراتژی‌های سرمایه‌گذاری، جمع‌آوری تمامی آمار و اطلاعات مربوط به ذخائر مادی و فیزیکی سازمان و همچنین راهبری سیستم‌های رایانه‌ای.
این معاونت بر اساس الزامات فوق با دارا بودن ۴ دفتر به شرح زیر به کار خود ادامه می‌دهد:
1. دفتر برنامه‌ریزی اقتصادی و اجتماعی
2. دفتر امور ذخائر و سرمایه‌گذاری
3. دفتر تلفیق برنامه و بودجه و امور شرکت‌ها
4. دفتر آمار و محاسبات اقتصادی و اجتماعی

- معاونت بیمه‌ای

معاونت بیمه‌ای به منظور انجام امور مربوط به مطالبات حق بیمه از کارفرمایان، رسیدگی به امور سوابق بیمه‌ای، انجام خدمات و تعهدات بلندمدت و کوتاه‌مدت به بیمه‌شدگان تأسیس شده است. ۵ اداره کل تحت نظر این معاونت فعالیت می‌کنند:
1. اداره کل مستمری‌ها
2. اداره کل امور بیمه شدگان
3. اداره کل وصول حق بیمه
4. اداره کل نام‌نویسی و حساب‌های انفرادی[۴]
5. دبیرخانه امور بیمه ای کارگزاری‌ها

- معاونت اداری مالی

1. اداره کل آموزش و پژوهش
2. اداره کل بودجه و تشکیلات
3. اداره کل امور اداری
4. اداره کل امور مالی

## ساختار سازمانی
ماده یک قانون تأمین اجتماعی می‌گوید:
به منظور اجرا و تعمیم و گسترش انواع بیمه‌های اجتماعی و استقرار نظام هماهنگ و متناسب با برنامه‌های تأمین اجتماعی، همچنین موضوع قانون تأمین اجتماعی و سرمایه‌گذاری و بهره‌برداری از محل وجوه و ذخائر، سازمان مستقلی به نام «سازمان تأمین اجتماعی» وابسته به وزارت تعاون، کار و رفاه اجتماعی که در این قانون سازمان نامیده می‌شود، تشکیل می‌گردد. سازمان دارای شخصیت حقوقی و استقلال مالی و اداری و امور آن منحصراً طبق اساسنامه‌ای که به تصویب هیئت وزیران می‌رسد اداره می‌شود.

## تعهدات و خدمات
تعهدات این سازمان برابر استانداردهای تعیین شده به وسیله سازمان بین‌المللی کار و سازمان بین‌المللی تأمین اجتماعی تنظیم شده است. مهم‌ترین تعهدات و خدمات این سازمان بدین شرح است:
- مستمری بازنشستگی
- مستمری از کار افتادگی
- مستمری بازماندگان
- مقرری بیمه بیکاری
- غرامت دستمزد ایام بیماری
- غرامت دستمزد ایام بارداری
- پرداخت هزینه وسایل کمک پزشکی
- کمک‌هزینه ازدواج
- کمک‌هزینه کفن و دفن[۵]

## آمار و ارقام
جمعیت تحت پوشش این سازمان بیش از ۱۴ میلیون و ۸۰۰ هزار خانواده بیمه شده اصلی و بیش از ۳ میلیون و ۸۰۰ هزار نفر مستمری بگیر است. با در نظر گرفتن خانواده بیمه شدگان نزدیک به ۴۲ میلیون نفر می‌رسد.